# 12-та армія (СРСР)

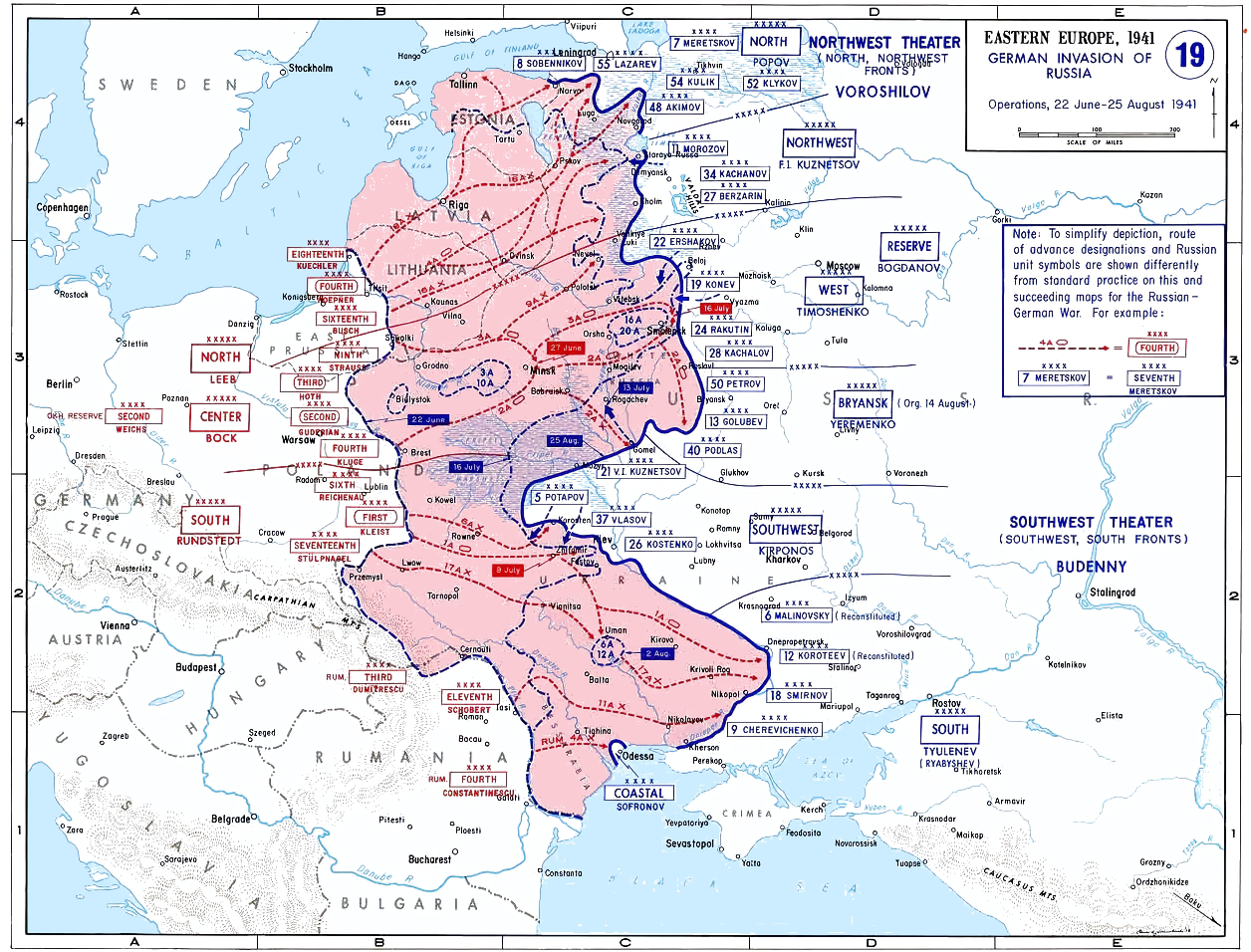
Карта вторгнення Німеччини. 22 червня — 25 серпня 1941

12-та а́рмія (12 А) — оперативне об'єднання сухопутних військ радянських військ, загальновійськова армія у складі Збройних сил СРСР з вересня 1939 по листопад 1943.

## Історія
У вересні 1939 брала участь у вторгненні Червоної армії до Західної України. На початку німецько-радянської війни передана Південно-Західному фронтові. На цей час до неї входили 13-й і 17-й стрілецькі корпуси, 16-й механізований корпус, 10-й, 11-й і 12-й укріпрайони, кілька артилерійських, інженерних та ін. військових частин. Брала участь у боях оборонних 1941 на захід від м. Станіслав (нині м. Івано-Франківськ). У липні в складі Південного фронту армія вела оборонні бої на уманському напрямку (див. Уманська оборонна операція 1941). 2 серпня 1941 моторизовані корпуси гітлерівців прорвалися до м. Первомайськ — у тил Д.а. Частина підрозділів армії була оточена. Після виходу з оточення особовим складом армії поповнили ін. військові з'єднання і частини фронту, а її управління 10 серпня 1941 розформовано. Командувач — П.Понеделін.
Удруге сформована 25 серпня 1941 у складі Південного фронту на базі 17-го стрілецького корпусу. Вела оборонні бої на східному березі Дніпра в районі м. Запоріжжя, у вересні–грудні брала участь у Донбаській оборонній операції (див. Донбаські операції 1941—1943), Ростовській оборонній і Ростовській наступальній операціях, у січні 1942 — у Барвінківсько-Лозівській операції 1942, з липня — в оборонних боях у Донбасі й на Півн. Кавказі. У вересні 1942 управління Д.а. реорганізовано в управління Туапсинського оборонного району, а війська включені до складу Вісімнадцятої армії. Командувачі: І.Галанін, К.Коротєєв, А.Гречко, О.Сокольський, М.Кириченко.
Відновлена 20 квітня 1943 у складі Півд.-Західного фронту на базі 5-ї танкової армії з приєднанням 172-ї, 203-ї, 244-ї, 333-ї і 350-ї стрілецьких дивізій, інших з'єднань і частин. Перебувала в резерві фронту, в серпні–жовтні брала участь у Донбаській наступальній операції та Запорізькій наступальній операції 1943. У листопаді 1943 розформована, війська передані на укомплектування інших армій. Командувачі: І.Шльомін, О.Данилов.

## Командування
- Командувачі:
  - генерал-майор Понеделін П. Г. (червень — серпень 1941)
  - генерал-майор Галанін І. В. (серпень — жовтень 1941)
  - генерал-майор Коротеєв К. А. (жовтень 1941 — квітень 1942)
  - генерал-майор Гречко А. А. (квітень — до 3 вересня 1942)
  - полковник Сокольський О. К. (до 13 вересня 1942)
  - генерал-лейтенант Кириченко М. Я. (до 20 вересня 1942)
  - генерал-лейтенант Шльомін І. Т. (квітень — травень 1943)
  - генерал-майор, з кінця жовтня 1943 генерал-лейтенант Данилов О. І. (травень- жовтень 1943)